# Aida (keresztnév)
Az Aida női név, Giuseppe Verdi azonos című operája főszereplőjének a neve.

## Gyakorisága
Az újszülötteknek adott nevek körében az 1990-es években igen ritkán fordult elő. A 2000-es és a 2010-es években sem szerepelt a 100 leggyakrabban adott női név között.
A teljes népességre vonatkozóan az Aida sem a 2000-es, sem a 2010-es években nem szerepelt a 100 leggyakrabban viselt női név között.

## Névnapok
február 2. augusztus 31.

## Híres Aidák
- Mohamed Aida tőrvívó
- Aida Turturro amerikai színésznő

## Egyéb Aidák
- Aida Giuseppe Verdi operája
- Aida vászonfajta
- Aida autó-versenypálya Japánban